# Salima Yenbou
Salima Yenbou (nascida em 14 de março de 1971) é uma administradora escolar e política francesa eleita deputada ao Parlamento Europeu em 2019. Desde então, ela tem servido na Comissão de Relações Externas e na Comissão de Cultura e Educação. Para além das suas funções nas comissões, faz parte da delegação do Parlamento à Assembleia Parlamentar da União para o Mediterrâneo e do Intergrupo do Parlamento Europeu para os Direitos LGBT.